# Большеотарский сельсовет
Большеотарский сельсовет (Больше-Отарский, тат. Олы Утар авыл советы, Olı Utar awıl sovetı) — административно-территориальная единица в Казанской губернии и Татарской АССР.
Административный центр — село Большие Отары, Старое Победилово (с 1959 года).

## История
Большеотарский сельсовет был образован 27 марта 1918 года в составе Воскресенской волости Казанского уезда той же губернии. С 1920 года в составе той же волости Арского кантона Татарской АССР. После её упразднения в 1927 году вошёл в состав Казанского района.
При укрупнении сельсоветов в 1932 году был упразднён и включён в состав Кукушкинского сельсовета, однако в том же году Кукушкино включается в состав Казани, и все остальные селения сельсовета включаются во вновь созданный Большеотарский сельсовет; кроме того в его состав были включены селения упразднённого Матюшинского сельсовета.
После разукрупнения Казанского района в 1938 году в составе Столбищенского района.
На 1956 год в состав сельсовета входили Большие Отары, Старое Победилово, Новое Победилово, Матюшино, Десять лет Октября и посёлок Столбищенского лесоучастка. В середине 1950-х годов в зону затопления Куйбышевского водохранилища попали Большие Отары и Старое Победилово.
В 1957 году Матюшино было передано в Песчаноковалинский сельсовет.
В 1958 году Новое Победилово было включено в состав Казани, а в следующем году центр сельсовета был официально перенесён в Старое Победилово (перенесённое на новое место), при этом название сельсовета осталось прежним; тогда же был официально зарегистрирован населённый пункт Новые Отары.
В 1959 году перечислен в состав Лаишевского района.
Упразднён в 1961 году, населённые пункты вошли в состав Песчано-Ковалинского сельсовета.

## Население
Население сельсовета составляло 638 чел. в 1927 году.

## Колхозы
В 1949 году на территории сельсовета действовали 5 колхозов:
- «Красный рыбак» (Матюшино),
- имени Клима Ворошилова (Большие Отары),
- «3-й год пятилетки» (Старое Победилово),
- «Волга» (Новое Победилово),
- «10 лет Октября» (10 лет Октября).[13]

К 1956 году осталось 2 колхоза: имени Клима Ворошилова с правлением в Больших Отарах, и «Красный Рыбак» с правлением в Матюшино.